# گلن فیتزجرالد
گلن فیتزجرالد (انگلیسی: Glenn Fitzgerald؛ زادهٔ ۲۱ دسامبر ۱۹۷۱) یک بازیگر سینما اهل ایالات متحده آمریکا است.
از فیلم‌ها یا برنامه‌های تلویزیونی که وی در آن نقش داشته است می‌توان به حس ششم، یافتن فارستر، لاس زدن با فاجعه، دیترویت، مومن، قیمتی بالای یاقوت، سربازان بوفالو و اعتراف‌کن اشاره کرد.